# Dasybasis imperfecta
Dasybasis imperfecta är en tvåvingeart som först beskrevs av Walker 1848.  Dasybasis imperfecta ingår i släktet Dasybasis och familjen bromsar. Inga underarter finns listade i Catalogue of Life.